# Pont de Terradets
El Pont de Terradets, o dels Terradets, és un pont a cavall dels municipis de Castell de Mur, en territori del poble de Cellers a l'antic terme de Guàrdia de Tremp i de Camarasa, a la Noguera.
És a l'extrem sud del terme municipal, al termenal amb els municipis d'Àger i Camarasa (Noguera). És un pont damunt de la Noguera Pallaresa, just a l'extrem meridional del Congost de Terradets, per on passa la carretera C-13.
Al costat mateix de ponent del pont actual hi ha el pont vell, d'origen medieval, que perdé les funcions en la construcció de la carretera que passa pel Congost de Terradets fins a les obres del pantà de Sant Antoni a Talarn (1913). L'extrem meridional del pont és en terme de Camarasa, i el septentrional, en el de Castell de Mur.